# Бота (Румунія)
Бота (рум. Bota) — село у повіті Бакеу в Румунії. Входить до складу комуни Унгурень.
Село розташоване на відстані 245 км на північ від Бухареста, 17 км на схід від Бакеу, 78 км на південний захід від Ясс, 139 км на північний захід від Галаца.